# 氷ノ山国際スキー場
養父市氷ノ山国際スキー場（やぶしひょうのせんこくさいスキーじょう）は、兵庫県養父市(旧関宮町)にある市営のスキー場である。兵庫県の最高峰でもある氷ノ山の北斜面に位置する。兵庫県の国体予選会、高校総体、中学総体のスキー会場となっている。
地方公営企業法が適用されており、2013年8月に指定管理者としてマックアース（本社養父市）を指定し2013冬シーズンより新体制での運営がスタートしている。

## 利用情報
- 所在地 - 兵庫県養父市奈良尾509
- シーズン - 12月中旬 ～ 3月中旬
- 営業時間
  - 平日 - 8：00～17：00
  - 土日祝 - 7：00～17：30

## 交通アクセス
- JR山陰本線 八鹿駅から全但バス「鉢伏」行で約50分、「奈良尾」下車（登行リフトまで）

## ゲレンデ

### 概要
- トップ - 1050m
- 標高差 - 450m
- ボトム - 600m
- 最長滑走距離 - 2500m
- 最大斜度 - 35度
- 構成 - 初級20%・中級70%・上級10%

### コース
- チャレンジコース - 上級者向き、滑走距離500m、最大斜度35度、未圧雪バーン（2009年シーズンは閉鎖）
- ロマンスコース左 - 初・中級者向き、滑走距離850m、最大斜度25度、基礎スキー検定バーン
- ロマンスコース右 - 中・上級者向き、滑走距離800m、最大斜度25度
- パノラマコース - 初・中級者向き、滑走距離900m、最大斜度20度
- ファミリーコース - 初・中級者向き、滑走距離400m、最大斜度15度

### リフト
| リフト名         | 種類     | 距離 | 標高差 | 備考 |
| ---------------- | -------- | ---- | ------ | ---- |
| チャレンジ       | シングル | 417m | 153m   | 運休 |
| ロマンス         | ペア     | 627m | 173m   |      |
| ファミリー       | シングル | 317m | 74m    |      |
| パノラマトリプル | トリプル | 811m | 163m   |      |
| 登行             | シングル | 341m | 48m    |      |
| 登行ペア         | ペア     | 394m | 67m    |      |